# Pusjkin-huset
Pusjkin-huset er det almindeligt brugte navn for Institut for Russisk Litteratur i Sankt Petersborg, Rusland. Det er en del af det netværk, der udgør Det Russiske Videnskabsakademi. 
Initiativet til instituttet blev taget i 1905, hvor man ønskede at etablere et center for studier af Aleksandr Pusjkin. Det tog tid at få projektet gennemført, og særligt besværligt var det at få en mængde manuskripter og andre materialer af og om Pusjkin tilbage til Rusland, efter at de var blevet ført til Paris. En aftale herom blev først indgået i 1925, hvorpå store dele af disse materialer returnerede til Rusland. 
Instituttet var i første omgang oprettet i Kunstkamera, men i 1927 blev det flyttet til den nuværende bygning, en tidligere toldbygning, skabt af den italienske arkitekt Giovanni Francesco Lucchini i 1829-32. I nutiden er det dog primært den neoklassicistiske facade, der er tilbage fra den oprindelige bygning, mens der bagved facaden er en moderne bygning, som nu huser materialer om en lang række andre forfattere sammen med materialerne om Pusjkin. Desuden er meget stor samling af sjældne musikoptagelser. 